# Тихоокеанска риба усойница
Тихоокеанските риби усойници (Chauliodus macouni) са вид актиноптери от семейство Стомиеви (Stomiidae).
Те са незастрашен вид.
Таксонът е описан за пръв път от Тарлтън Хофман Бийн през 1890 година.